# EPrix de Putrajaya 2015
GP précédent GP suivant
L'ePrix de Putrajaya 2015 (Y Capital Management Putrajaya ePrix), disputé le 7 novembre 2015 sur le circuit urbain de Putrajaya, est la treizième manche de l'histoire du championnat de Formule E FIA. Il s'agit de la deuxième édition de l'ePrix de Putrajaya comptant pour le championnat de Formule E et de la deuxième manche du championnat 2015-2016.

## Essais libres
En raison des intempéries, une seule séance d'essais libres est organisée.
| Pos. | Pilote          | Voiture                   | Chrono         | Écart     |
| ---- | --------------- | ------------------------- | -------------- | --------- |
| 1    | Loïc Duval      | Dragon Racing             | 1 min 20 s 188 |           |
| 2    | Sébastien Buemi | Renault e.dams            | 1 min 20 s 272 | + 0 s 084 |
| 3    | Daniel Abt      | ABT Schaeffler Audi Sport | 1 min 20 s 468 | + 0 s 280 |
| 4    | Sam Bird        | DS Virgin Racing          | 1 min 20 s 541 | + 0 s 353 |
| 5    | Lucas di Grassi | ABT Schaeffler Audi Sport | 1 min 20 s 613 | + 0 s 425 |
| 6    | Nick Heidfeld   | Mahindra Racing           | 1 min 20 s 700 | + 0 s 512 |

## Qualifications
| Pos. | Pilote                 | Écurie                    | Groupe de qualification | Super pole     | Grille |
| ---- | ---------------------- | ------------------------- | ----------------------- | -------------- | ------ |
| 1    | Sébastien Buemi        | Renault e.Dams            | 1 min 19 s 821          | 1 min 20 s 196 | 1      |
| 2    | Stéphane Sarrazin      | Venturi                   | 1 min 20 s 213          | 1 min 20 s 639 | 2      |
| 3    | Loïc Duval             | Dragon Racing             | 1 min 20 s 251          | 1 min 20 s 886 | 3      |
| 4    | António Félix da Costa | Team Aguri                | 1 min 20 s 414          | 1 min 20 s 975 | 4      |
| 5    | Nicolas Prost          | Renault e.Dams            | 1 min 20 s 401          | 1 min 21 s 786 | 5      |
| 6    | Lucas di Grassi        | ABT Schaeffler Audi Sport | 1 min 20 s 449          |                | 6      |
| 7    | Jérôme d'Ambrosio      | Dragon Racing             | 1 min 20 s 496          |                | 7      |
| 8    | Robin Frijns           | Amlin Andretti            | 1 min 20 s 546          |                | 8      |
| 9    | Bruno Senna            | Mahindra Racing           | 1 min 20 s 616          |                | 9      |
| 10   | Daniel Abt             | ABT Schaeffler Audi Sport | 1 min 20 s 679          |                | 10     |
| 11   | Nick Heidfeld          | Mahindra Racing           | 1 min 20 s 727          |                | 11     |
| 12   | Jacques Villeneuve     | Venturi                   | 1 min 20 s 754          |                | 12     |
| 13   | Jean-Éric Vergne       | DS Virgin Racing          | 1 min 20 s 820          |                | 13     |
| 14   | Sam Bird               | DS Virgin Racing          | 1 min 20 s 905          |                | 14     |
| 15   | Nathanaël Berthon      | Team Aguri                | 1 min 21 s 270          |                | 15     |
| 16   | Nelsinho Piquet        | NEXTEV TCR                | 1 min 21 s 559          |                | 16     |
| 17   | Oliver Turvey          | NEXTEV TCR                | 1 min 21 s 611          |                | 17     |
| 18   | Simona de Silvestro    | Amlin Andretti            | 1 min 21 s 958          |                | 18     |

## Course

### Classement
| Pos. | no | Pilote                 | Écurie                    | Tours | Temps/Abandon    | Grille | Points |
| ---- | -- | ---------------------- | ------------------------- | ----- | ---------------- | ------ | ------ |
| 1    | 11 | Lucas di Grassi        | ABT Schaeffler Audi Sport | 33    | 50 min 17 s 449  | 6      | 25     |
| 2    | 2  | Sam Bird               | DS Virgin Racing          | 33    | + 13 s 884       | 14     | 18     |
| 3    | 27 | Robin Frijns           | Amlin Andretti            | 33    | + 29 s 776       | 8      | 15     |
| 4    | 4  | Stéphane Sarrazin      | Venturi                   | 33    | + 32 s 628       | 2      | 12     |
| 5    | 21 | Bruno Senna            | Mahindra Racing           | 33    | + 34 s 404       | 9      | 10     |
| 6    | 55 | António Félix da Costa | Team Aguri                | 33    | + 36 s 925       | 4      | 8      |
| 7    | 66 | Daniel Abt             | ABT Schaeffler Audi Sport | 33    | + 37 s 283       | 10     | 6      |
| 8    | 1  | Nelsinho Piquet        | NEXTEV TCR                | 33    | + 40 s 623       | 16     | 4      |
| 9    | 23 | Nick Heidfeld          | Mahindra Racing           | 33    | + 52 s 904       | 11     | 2      |
| 10   | 8  | Nicolas Prost          | Renault-e.dams            | 33    | + 53 s 695       | 5      | 1      |
| 11   | 12 | Jacques Villeneuve     | Venturi                   | 33    | + 58 s 698       | 12     |        |
| 12   | 9  | Sébastien Buemi        | Renault e.Dams            | 33    | + 1 min 07 s 728 | 1      | 5      |
| 13   | 28 | Simona de Silvestro    | Amlin Andretti            | 33    | + 1 min 24 s 464 | 18     |        |
| 14   | 7  | Jérôme d'Ambrosio      | Dragon Racing             | 32    | + 1 tour         | 7      |        |
| 15   | 77 | Nathanaël Berthon      | Team Aguri                | 32    | + 1 tour         | 15     |        |
| 16   | 6  | Loïc Duval             | Dragon Racing             | 29    | + 4 tours        | 3      |        |
| Abd. | 88 | Oliver Turvey          | NEXTEV TCR                | 4     | Accident         | 17     |        |
| Abd. | 25 | Jean-Éric Vergne       | DS Virgin Racing          | 0     | Collision        | 13     |        |

- Nelsinho Piquet, Nick Heidfeld et Oliver Turvey ont été désignés par un vote en ligne pour obtenir le fanboost, qui leur permet de bénéficier de 25 kW supplémentaires pendant cinq secondes lors de la course[5].

### Pole position et record du tour
La pole position et le meilleur tour en course rapportent respectivement 3 points et 2 points.
- Pole position :  Sébastien Buemi (Renault e.Dams) en 1 min 20 s 196.
- Meilleur tour en course :  Sébastien Buemi (Renault e.Dams) en 1 min 22 s 748 au 22e tour.

### Tours en tête
- Sébastien Buemi (Renault e.Dams) : 14 tours (1-14)
- Loïc Duval (Dragon Racing) :  3 tours (15-17)
- Robin Frijns (Amlin Andretti) : 1 tour (18)
- Nelsinho Piquet (NEXTEV TCR) : 2 tours (19-20)
- Nicolas Prost (Renault-e.dams) : 4 tours (21-24)
- Lucas di Grassi (ABT Schaeffler Audi Sport) : 9 tours (25-33)

## Classements généraux à l'issue de la course
| Pos. | Pilote                 | Points |
| ---- | ---------------------- | ------ |
| 1    | Lucas di Grassi        | 43     |
| 2    | Sébastien Buemi        | 35     |
| 3    | Sam Bird               | 24     |
| 4    | Nick Heidfeld          | 17     |
| 5    | Robin Frijns           | 16     |
| 6    | Stéphane Sarrazin      | 14     |
| 7    | Loïc Duval             | 12     |
| 8    | Bruno Senna            | 10     |
| 9    | Jérôme d'Ambrosio      | 10     |
| 10   | António Félix da Costa | 8      |
| 11   | Oliver Turvey          | 8      |
| 12   | Daniel Abt             | 6      |
| 13   | Nathanaël Berthon      | 4      |
| 14   | Nelsinho Piquet        | 4      |
| 15   | Nicolas Prost          | 1      |

| Pos. | Écurie                    | Points |
| ---- | ------------------------- | ------ |
| 1    | ABT Schaeffler Audi Sport | 49     |
| 2    | Renault e.dams            | 36     |
| 3    | Mahindra Racing           | 27     |
| 4    | DS Virgin Racing          | 24     |
| 5    | Dragon Racing             | 22     |
| 6    | Amlin Andretti            | 16     |
| 7    | Venturi Formula E Team    | 14     |
| 8    | NEXTEV TCR                | 12     |
| 9    | Team Aguri                | 12     |